# 布萊克蘭鎮區 (阿肯色州霍華德縣)
布萊克蘭鎮區（英語：Blackland Township）是位於美國阿肯色州霍華德縣的一個行政鎮區。

## 地方資料
布萊克蘭鎮區的面積為39.29平方千米，當中陸地面積為38.83平方千米，而水域面積為0.46平方千米。根據2010年美國人口普查的數據，當地共有人口171人，而人口密度為每平方千米4.35人。